# خالد بن يزيد بن عبد الله بن عبد الرحمن آل سعود
الأمير خالد بن يزيد بن عبد الله بن عبد الرحمن آل سعود. شاعر غنائي معروف وأشهر من غنى له هو الفنان محمد عبده واصفاً إياه بأنه من أفضل من كتبوا القصيدة المغناة في المملكة العربية السعودية ومنطقة الخليج، وقال: لن أنسى الأمير، ولن أنسى القصائد التي منحني إياها، ولعل أشهرها على الإطلاق أغنية «ليلة خميس»، التي شدوت بها قبل سنوات طويلة، ولكن صداها مازال باقياً حتى هذه اللحظة، ومازال الجمهور يُطلب غناءها في المناسبات والحفلات الخارجية. له العديد من الأعمال الأدبية الذي تغنى بها كبار المطربين ومنها قصيدة«ليلة خميس» وقصيدة «أحلى من العقد لباسة» التي تغنى بهما محمد عبده.

## صفقة ريفيلينو 1398 هـ
كان عاشقاً لنادي الهلال السعودي، وهو عرّاب وصاحب الصفقة الأشهر في تاريخ الرياضة والأندية السعودية عندما جلب لاعب منتخب البرازيل العالمي «ريفيلينو» لنادي الهلال في صفقة مدوية آنذاك عام 1978 بُعَيْدَ انتهاء منافسات كأس العالم في الأرجنتين.

## أعمال
- احلى من العقد، ليلة خميس، كلمت والصوت.. غناء فنان العرب محمد عبده
- ياليل قل لي وينها... من الحان وغناء عبادي الجوهر من البوم انكتب وعدي
- هرج لي... من الحان وغناء عبادي الجوهر من البوم انكتب وعدي
- ما على الدنيا عتب...الحان وغناء عبادي الجوهر
- ياللي تناديلي... الحان وغناء عبادي الجوهر
- تبي تعرف... الحان وغناء عبادي الجوهر
- كأنك تناديني تعال... الحان وغناء عبادي الجوهر
- حبك لغيري... الحان وغناء عبادي الجوهر
- ياليل يا ساري... الحان وغناء عبادي الجوهر
- عندك خبر... الحان وغناء عبادي الجوهر
- يبان الشوق.. الحان وغناء عبادي الجوهر
- وعدك متى.. الحان وغناء طلال مداح

## الأسرة
جدته من أبيه هي الأميرة سكينة بنت متعب بن عبد العزيز الرشيد، وجدته من أمه هي الأميرة هيا بنت سعد بن عبد المحسن السديري.

### إخوته
- الأمير فيصل بن يزيد (عضو شرف نادي الهلال السعودي).[2] له من الأبناء الأمير يزيد (متزوج من كريمة الأمير بدر بن فهد بن سعد الأول آل سعود وأقيم حفل الزواج في قصر الثقافة)، الأميرة غادة، الأمير عبد الله، الأميرة بسمة، والأميرة مشاعل.[3] إحدى كريماته متزوجة من الأمير بدر بن خالد بن عبدالله بن عبدالعزيز بن تركي آل سعود.[4]
- الأميرة ابتسام بنت يزيد. متزوجة من الأمير منصور بن متعب بن عبد العزيز آل سعود.
- الأميرة غادة بنت يزيد. متزوجة من الأمير مشهور بن مساعد بن عبد العزيز آل سعود.
- الأميرة أضواء بنت يزيد. متزوجة من الأمير خالد بن فهد بن عبد العزيز آل سعود.
- الأميرة سكينة بنت يزيد.

### الزوجات
- الأميرة نورة بنت عبد المحسن آل الشيخ (كتب فيها الأمير خالد بن يزيد قصيدة أحلى من العقد لباسه في عام 1981).
- الأميرة مشاعل العبد العزيز الفهد الجبر الرشيد (كتب فيها الأمير خالد بن يزيد قصيدة كلمت والصوت مبحوح الحروف).[5] له من البنات الأميرة نورة.[6][7]

## وفاته
توفي الأمير خالد بن يزيد بن عبد الله بن عبد الرحمن آل سعود، عن عمر يناهز (60) عامًا وصلى عليه بعد صلاة عصر يوم الأحد 30 شعبان 1432 هـ الموافق 31 يوليو 2011 في جامع الإمام تركي بن عبد الله بمدينة الرياض.